# او-۱۲۶ (کریگس‌مارینه)
او-۱۲۶ (به آلمانی: U-126) یک او-بوت کریگس‌مارینه از نوع ۹سی بود که در جریان جنگ جهانی دوم به عملیات پرداخت. این او-بوت در شش گشت رزمی خود ۲۵ کشتی دشمن با مجموع تناژ ۱۱۱ هزار تن را غرق کرد.

## تاریخچه عملیاتی

### گشت نخست
او-۱۲۶ به فرماندهی ارنست باوئر در نخستین گشت رزمی خود، در قالب تاکتیک ولف‌پک به همراه او-بوت‌های دیگر، شب ۲۸ ژوئیه سال ۱۹۴۱ کاروان او جی ۶۹ بریتانیایی را در شمال غربی دماغه فینیستر مورد حمله قرار داد. در جریان این حمله اراتو، کشتی ۱۳۳۵ تنی بریتاینایی و اینگار یکم، کشتی ۱۳۰۰ تنی نروژی توسط این او-بوت غرق شد. اینگار یکم حامل ۱۶۷۰ تن زغال سنگ بود و غرق شدن آن منجر به مرگ ۳ تن از سرنشینانش گشت.

### گشت دوم
او-۱۲۶ گشت رزمی دوم خود را اواخر ماه سپتامبر سال ۱۹۴۱ از لوریان آغاز کرد. مأموریت این او-بوت عملیات علیه کاوران‌های دشمن در مسیر شمال و جنوب از فری‌تاون در غرب آفریقا بود. در مسیر به سمت جنوب او-۱۲۶ با هیچ طعمه ارزشمندی برخورد نکرد. او-۱۲۶ به موقع برای حمله به کاروان بریتانیایی اس‌ال ۸۷ به موقعیت نرسید و نتوانست در حلقه محافظان آن رخنه کند. پس از چندین تلاش ناموفق علیه این کاروان، او-۱۲۶ تصمیم به نزدیک‌تر شدن به ساحل آفریقا گرفت. در این مکان با فاصله اندکی بخش اصلی کاروان بریتانیایی او اس ۷ را نیز از دست داد اما غروب روز ۹ اکتبر در ۴۰۰ کیلومتری شمال شرقی کیپ ورده با سه کشتی جامانده از این کاروان و یک شناور محافظ آن‌ها برخورد و شروع به تعقیب آن‌ها کرد. ساعت ۲:۴۵ بامداد ۱۰ اکتبر او-۱۲۶ با قرار گرفتن در موقعیت مناسب چند اژدر جلویی خود را به سمت این اهداف شلیک کرد. یکی از این اژدرها با نِیل‌سی منور، کشتی باری ۴۹۲۶ تنی بریتانیایی حامل ۵۰۰۰ تن ادوات نظامی از جمله مقادیر زیادی مهمات و یک ناوچه آب‌خاکی، اصابت نمود که در نهایت به غرق شدن آن انجامید. تمامی ۴۲ سرنشین این کشتی‌سوار قایق‌های نجات و توسط شناور محافظ از آب گرفته شدند. با نزدیک بودن شناور حفاظتی، او-۱۲۶ بدون شلیک تیر خلاص که می‌توانست باعث انفجار بزرگی شود و تمامی خدمه نِیل‌سی منور را به کشتن دهد، با عجله از موقعیت عقب نشست.
او-۱۲۶ سپس در غرب فری‌تاون موضع گرفت. صبح روز ۱۹ اکتبر یک کشتی باری در ۱۳۰ کیلومتری غرب فری‌تاون شناسایی گشت. باوئر بعداً مدعی شد در ابتدا تصور کرده است کشتی مذکور یک شناور یونانی است؛ درحالیکه در واقع این کشتی لیهای، کشتی باری ۴۹۸۳ تنی آمریکایی بود. اژدر شلیک‌شده از او-۱۲۶ به پشت این کشتی برخورد و در عرض ۳۵ دقیقه شروع به غرق شدن کرد. تمامی ۴۴ سرنشین لیهای سوار قایق‌های نجات گردیدند. این افراد دو روز بعد توسط کشتی‌های نیروی دریایی بریتانیا از آب گرفته شدند.
او-۱۲۶ روز بعد، ۲۰ اکتبر، با یک کاروان کوچک شامل دو تانکر نفت به همراه یک شناور محافظ مواجه شد. از دو اژدر شلیک‌شده یکی به بریتیش مارینر، کشتی باری بریتاینایی اصابت کرد. موتورخانه این کشتی از کار افتاد و سه تن از خدمه آن کشته شدند. سرنشینان بریتیش مارینر را ترک کردند. به هر صورت این کشتی غرق نشد و به عنوان «از دست‌رفته کامل» به فری‌تاون منتقل گشت.
او-۱۲۶ در ادامه آب‌های سیرالئون را بدون حاصل گشت زد. در این زمان یکی از موتورهای دیزل او-بوت دچار مشکل گشت که خارج شدن دود از آن موجب پیدایی موقعیت آن در سطح می‌شد. مهندسان قادر به تعمیر آن نبودند. او-۱۲۶ با حضور دو ماه در دریا نیازمند یک تعمیر اساسی بود. پس از دریافت فرمان برای مقالات با ناو پشتیبانی آتلانتیس جهت دریافت سوخت، از فرماندهی لوریان درخواست شد او-بوت به سمت خانه بازگردد که با آن موافقت شد. او-۱۲۶ و آتلانتیس، طبق برنامه، روز ۲۲ نوامبر در آب‌های جنوب آسنسیون با یکدیگر دیدار کردند. در حین انتقال سوخت، فرمانده او-بوت و هفت تن دیگر از خدمه آن به عرشه کشتی پشتیبانی دعوت شدند. در این هنگام فرماندهی موقت بر عهده ناوبان یکم کورت نویبرت قرار گرفت. مسائل امنیتی با شدت پیشین ادامه داشت و دیده‌بانان در حال رصد افق برای تهدیدات بودند. به هر صورت تنها دو روز پیش هواگرد شناسایی آتلانتیس آسیب دیده بود و قادر به پرواز نبود. این مسئله برد مراقبت را کاهش می‌داد. در همین حال با رهگیری و رمزشکنی پیام‌های او-۶۸ به لوریان و آگاهی از قرار سوخت‌گیری این او-بوت، ناو سنگین بریتاینایی دوونشایر مأمور به رساندن خود به آن محل شد. حدود ساعت ۷ صبح بدون مطلع شدن آلمانی‌ها، هواگرد شناسایی برخاسته از کشتی بریتاینایی شناورها را مشاهده کرد و ناو مادر را به سمت آن فراخواند. حدود ساعت ۸:۱۵ دوونشایر خود را به موقعیت رساند. ناو دشمن در ابتدا توسط دیده‌بان دکل آتلانتیس شناسایی شد. متعاقبا او-۱۲۶ با باقی گذاشتن فرمانده خود در عرشه کشتی پشتیبانی، به عمل آب شیرجه زد. آتلانتیس مدت کوتاهی بعد در اثر آتش توپ‌های ناو بریتانیایی غرق و ۳۵۰ تن از سرنشینان آن از جمله فرمانده و هفت خدمه او-۱۲۶ بر روی آن معلق شدند. دوونشایر با احساس خطر از حضور او-بوت آلمانی، بدون جمع‌آوری بازماندگان، بلافاصله محل را ترک کرد. او-۱۲۶ به محل بازگشت و فرمانده خود را از آب گرفت. نویبرت به جهت استفاده نکردن از فرصت شلیک اژدر به سمت ناو دشمن مؤاخذه شد. به هر صورت او مدعی هنگامی که به عمق پریسکوب آمده تا چنین کند چند گلوله شلیک شده از ناو بریتانیایی در نزدیکی او-بوت فروده آمده است و او با نگرانی از مورد حمله قرار گرفتن با خرج عمقی مجدداً به عمق شیرجه زده است. در تلاش برای نجات بازماندگان آتلانتیس حدود ۲۳۰ نفر از آن‌ها از آب گرفته شدند. با وجود جای‌گرفتن حداکثری درون آن، بسیاری از آن‌ها به صورت فشرده‌ای بر سطح بیرونی او-بوت سوار مستقر گشتند. نه قایق نجات حامل سایر افراد به دنبال او-بوت به مقصد ساحل برزیل در ۲۰۰۰ کیلومتری غرب کشیده می‌شد. باوئر با فرستادن پیامی به لوریان، ضمن تشریح شرایط، درخواست کمک کرد. مقرر شد ملاقاتی با کشتی پشتیانی پیتون صورت گیرد و بازماندگان بدان منتقل شود. این ملاقات روز ۲۴ نوامبر اتفاق افتاد و تمامی ۳۵۰ بازمانده منتقل گشتند. سپس هر دو شناور راه خانه را پیش گرفتند.